# Diego Meneses
Diego Fernando Meneses Medina (7 de julio de 1998) es un deportista colombiano que compite en atletismo adaptado. Ganó dos medallas en los Juegos Paralímpicos de Verano, bronce en Tokio 2020 y bronce en París 2024.

## Palmarés internacional
| Juegos Paralímpicos | Juegos Paralímpicos | Juegos Paralímpicos | Juegos Paralímpicos |
| Año                 | Lugar               | Medalla             | Prueba              |
| ------------------- | ------------------- | ------------------- | ------------------- |
| 2020                | Tokio (Japón)       | Medalla de bronce   | Jabalina F34        |
| 2024                | París (Francia)     | Medalla de bronce   | Jabalina F34        |